# Федулов (хутор)
Феду́лов — хутор в Багаевском районе Ростовской области.
Входит в состав Багаевского сельского поселения.

## География
Расположен в 12 км (по дорогам) юго-восточнее станицы Багаевской, на левом берегу реки Подпольная.

## История
Со второй половины XVII века на месте хутора Федулова известно становище татар. Татарский хан располагался на кургане Малюбашевом (Карасёвский курган), от которого до самого Багаевского городка были дворы казаков для скота. Когда багаевские женщины приезжали доить коров, татары брали их в плен. К 1805 году татары и ногайцы были изгнаны из хутора и кургана.
С 1880-х годов до начала 1920-х годов на кургане был дом и хозяйственные постройки подъесаула Фёдора Григорьевича Карасёва, переехавшего в Федулов из Богоявленской станицы и купившего здесь землю, отчего федуловцы стали называть курган Карасёвским. В 1904 году, проводя хозяйственные работы, Ф. Г. Карасёв возле кургана нашёл сарматский клад конца III века до н. э. и отдал его в музей — в археологии известен как Федуловский клад (состоит из двух парных серебряных фаларов, серебряных блях, семи золотых обкладок и двух бронзовых ворворок, покрытых золотым листом — вероятно, предметы от двух конских уборов). Этот клад особенно богат изображениями, позволяющими учёным делать вывод о пережитках у сарматов скифских религиозных представлений и эпоса.
«Татарская» история хутора Федулова созвучна с мнением Алексея Мартынова, оставившего записки середины XIX века, в которых он писал, что казаки станицы Багаевской — калмыки и татары, принявшие христианство. Донские казаки хутора (как и все казаки Черкасского округа) — низовые, их предки, по утверждению Л. Н. Гумилёва, со ссылкой на данные археологических исследований, — хазары, крещённые Кириллом и Мефодием, жившие при Хазарском каганате в тех же местах.
В Области Войска Донского хутор находился на территории Черкасского округа в юрте станицы Багаевской. Казаки хутора, как казаки Багаевской станицы, к началу XX века могли служить в Лейб-гвардии Казачьем Его Величества полку, в 16-м Донском казачьем генерала Грекова 8-го, 33-м Донском казачьем, 50-м Донском казачьем полках и в 1-й, 8-й и 15-й Донских казачьих батареях (16-е полковое звено), а также в военное время в 52-й Донской казачий направляли второочередных казаков, прошедших действительную службу в Лейб-гвардии Казачьем полку.
Хутор был зажиточным. Что касается истории церковной жизни, известно, что в 1893 году из Багаевской в Федулов была перенесена деревянная Казанская церковь (освящена в следующем году). В 1930-е годы церковь была разрушена.
В период первого установления советской власти на Дону, в конце марта 1918 года, во многих станицах поднялись восстания. В начале апреля большевики направили карательные отряды в станицы Черкасского округа: Егорлыкскую, Кагальницкую, Хомутовскую. Казаки этих станиц при помощи казаков Манычской и Багаевской разбили красных. В мае 1918 года восставшими казаками Дон был очищен от большевиков, донским атаманом был избран генерал П. Н. Краснов. Федуловские казаки мобилизовывались в созданную им Донскую армию. По данным А. П. Скорика и В. А. Бондарева, 80 % донских казаков в 1917—1920 годах воевали против красных. В январе-феврале 1920 года хутор Федулов фигурирует в описаниях упорных боевых действий между белыми и красными. В марте 1920 года последовало отступление частей Донской и Добровольческой армии к Новороссийску. На хуторе была установлена советская власть.
Осенью 1921 года начался голод на Дону и Кубани, продолжавшийся до лета 1922. Весной 1922 года пришла помощь из США — американская кукуруза, спасшая многих от голодной смерти. В силу административно-территориальных перекроек Федулов находился последовательно в Донской области (1920—24), Юго-Восточной области (1924), Северо-Кавказском крае (1924—1937), Ростовской области (с 1937). В 1924 году был создан Багаевский район.
Казаки очень сильно пострадали от коллективизации. В имущественном плане они, в целом, всё-таки, несмотря на осуществлённое советской властью в 1920‑е годы уравнение казаков и иногородних, превосходили иногородних, хотя уже и незначительно. Помимо этого, при «раскулачивании» учитывалось прошлое: исполнение в дореволюционный период административных обязанностей в станице (атамана, помощника атамана, писаря и т. п.), участие в Гражданской войне на стороне белых, наличие офицерского чина и т. п. В период сплошной коллективизации это предопределило широкий масштаб антиказачьих акций. В 1929 году в Федулове были организованы два колхоза: «18 партсъезда» и «Имени Кирова».
В 1932—33 годах на Дон снова пришёл голод. Люди, как и в 1921—1922, спасались питанием рыбой, лебедой, крапивой, щавелем, другими растениями, дикими фруктами и ягодами и т. п. Важными элементами рациона в это время были молоко и молочные продукты, которые чаще всего колхозники получали не из колхоза, а от своих коров, содержавшихся в личных подсобных хозяйствах. Осенью 1932 года в связи с трудностями при проведении хлебозаготовок в Северо-Кавказский край была направлена комиссия ЦК ВКП(б) во главе с Л. М. Кагановичем, в результате для выбивания хлеба к сельскому населению Дона и Кубани были применены самые жёсткие репрессивные меры.
В первые дни Великой Отечественной войны Багаевский райвоенкомат начал мобилизацию мужчин. Мобилизованных отвозили подводами до Новочеркасска или пароходом до Ростова. В июле 1942 года левый берег Дона на рубеже Семикаракорская — Багаевская — Федулов обороняла 110-я отдельная Калмыцкая кавалерийская дивизия. После отступления советских войск в Федулов вошли немцы. К 26 января 1943 года Федулов был в руках советских войск, так как 26 января из района хутора Федулов 5-й гвардейский Зимовниковский механизированный корпус атаковал хутор Тузлуков; в составе: 2 200 активных штыков, 2 танка Т-34, 5 Т-70, 7 45-мм противотанковых пушек. Эта атака была отбита немцами, корпус понёс большие потери на манычском льду. К 10 февраля 1943 года, в ходе ожесточённых боёв, весь Багаевский район был освобождён. При этом погибло более 15 300 советских солдат и офицеров.
16 октября 2014 года в Федулове состоялась закладка камня в основание церкви Казанской иконы Божией Матери (название старой разрушенной церкви).

## Население
| 1989 | 2002 | 2010 |
| ---- | ---- | ---- |
| 845  | ↗909 | ↘840 |

## Инфраструктура
Федуловская средняя общеобразовательная школа, детский сад «Светлячок», Дворец культуры, фельдшерско-акушерский пункт — на 2012 год имели проблемы с газификацией; почтовое отделение.

## Достопримечательности
- Братская могила воинов, павших в годы Великой Отечественной войны[40].

## Археология
Территория Ростовской области была заселена еще в эпоху неолита. Люди, живущие на древних стоянках и поселениях у рек, занимались в основном собирательством и рыболовством. Степь для скотоводов всех времён была бескрайним пастбищем для домашнего рогатого скота. От тех времен осталось множество курганов с захоронениями жителей этих мест. Курганы и курганные группы находятся на государственной охране.
Вблизи хутора расположены несколько достопримечательностей, курганных групп — памятников археологии. Они охраняются в соответствии с Федеральным законом от 25.06.2002 N 73-ФЗ «Об объектах культурного наследия (памятниках истории и культуры) народов Российской Федерации», Областным законом от 22.10.2004 N 178-ЗС «Об объектах культурного наследия (памятниках истории и культуры) в Ростовской области», Постановлением Главы администрации РО от 21.02.97 N 51 о принятии на государственную охрану памятников истории и культуры Ростовской области и мерах по их охране и др.
- Первая группа из 11 курганов «Федуловский-I», находится на расстоянии около 400 метров юго-восточнее хутора.
- Вторая группа курганов « Федуловский-I», на северо-западной окраине хутора.
- Третья группа из 3 курганов «Федуловский-I», находится на расстоянии около 1500 метров юго-восточнее хутора.
- Четвёртая группа из 2 курганов «Федуловский-I», находится на юго-западе хутора.
- Пятая группа из 8 курганов «Федуловский-I», находится на расстоянии около 2500 метров юго-восточнее хутора.
- Шестая группа из двух курганов «Федуловский-I», находится на расстоянии около 4000 метров юго-восточнее хутора.
- Седьмая группа из двух курганов «Федуловский-I», находится на расстоянии около 4500 метров юго-восточнее хутора.
- Восьмая группа из двух курганов «Федуловский-I», находится на расстоянии около 5500 метров юго-восточнее хутора.
- Девятая группа из двух курганов «Федуловский-I», находится на окраине юго-западной части хутора.
- Десятая группа из двух курганов «Федуловский-I», находится на южной окраине хутора.
- Одиннадцатая группа из 9 курганов «Федуловский-I», находится в 6 километрах юго-восточнее хутора.
- Группа из двух курганов «Федуловский-II», находится в 700 метрах северо-восточнее хутора[42].

## Известные уроженцы
- Карасёв, Михаил Фёдорович (1886—1941) — начальник Новочеркасских артиллерийских мастерских в Донской армии, войсковой старшина .
- Прохоров, Тимофей Васильевич (1894—2004) — русский отшельник в Мюнхене, «олимпийский еремит».